# 弗农堂区 (路易斯安那州)
弗農堂區（英語：Vernon Parish）是美國路易斯安那州西部的一個堂區，西隔沙賓河與德克薩斯州相望。面積3,474平方公里。根據美國2000年人口普查，共有人口52,531。治所利斯維爾 (Leesville)。
成立於1871年，堂區名紀念首任總統喬治·華盛頓的家維吉尼亞州的弗農山 (Mount Vernon)。